# Richard Frigren
Richard Frigren, född 3 november 1913 i Karlshamn, Blekinge, död 4 december 2002 i Stockholm var Blekinges mest kända kuplettsångare och revyartist
Richard Anderson, som var Frigrens födelsenamn, var son till elinstallatör Carl Gustav Rikard Andersson från Rödeby, Karlskrona och Ida Andersson, född Bladh, från Sternö, Karlshamn. Han började sin revykarriär i Karlshamns godtemplarförening Nytta och Nöje, NN, där han 1934 var med och satte upp sin första revy NN revy Lev livet leende. I revyn bidrog han bland annat med fyra egna texter.
Han gifte sig i början av 1930-talet med Elsa Roth, född 1913 i Karlshamn, och tillsammans fick de barnen Richard 1937 och Erik Lennart 1948. På 1940-talet flyttade familjen från Karlshamn till Stockholm där han hade flera olika arbeten innan han fick anställning inom möbelbranschen. I Stockholm gjorde han tre revyer för Spårvägens teaterklubb och medverkade även i folkparksturnén Kabaré Tre Knas med Gunnar Lindkvist, Carl-Gustaf Lindstedt och Nils Ohlsson. I föreställningarna var Richard konferencier och kuplettsångare. 1964 bytte Richard sitt efternamn till Frigren.
1955 köpte Richard en stuga på Västra Bokö i Karlshamns skärgård där han tillbringade somrarna. Där byggde han även en sjöbod som han använde som skrivarstuga. Här skrev han sina texter till NN-revyerna i slutet av 1950-talet och 1960-talet. 1969 framförde Klubben NN sin sista revy i Karlshamn, en revy som hade Frigren som ensam författare.
1981 startade Frigren, tillsammans med Bengt Olsson, Karlshamnsrevyn. 
Richard spelade sin sista revy 1992. Sista framträdandet gjorde han år 2000 då han inledde Revy-SM på Stadsteatern i Karlshamn.
Frigren jämfördes ofta med Karl Gerhard, då han framförde kupletter på samma eleganta sätt som Gerhard. I många av revyerna framförde också Frigren Gerhards kupletter men med egna texter.
Sveriges Radio Blekinge inrättade 2002 revypriset RevyRichard, döpt efter Richard Frigren.